# Geotrupes folwarcznyi
Geotrupes folwarcznyi är en skalbaggsart som beskrevs av Cervenka 2005. Geotrupes folwarcznyi ingår i släktet Geotrupes och familjen tordyvlar. Inga underarter finns listade i Catalogue of Life.